# Kids vs. Aliens
Kids vs. Aliens es una película estadounidense de ciencia ficción y terror de 2022 dirigida por Jason Eisener y escrita por John Davies y Eisener. Es la segunda película derivada de la franquicia V/H/S y una adaptación de larga duración de "Slumber Party Alien Abduction", el segmento del cineasta de la película de terror de antología de 2013 V/H/S/2.
La película tuvo su estreno mundial en el Fantastic Fest el 23 de septiembre de 2022 y se estrenó en los Estados Unidos el 20 de enero de 2023 a través de RLJE Films y Shudder.

## Argumento
Buscando un lugar para organizar una fiesta de Halloween, los adolescentes Billy, Dallas y Trish acosan a los jóvenes amigos Gary, Jack y Miles mientras los niños filman una película casera de fantasía con la hermana mayor de Gary, Samantha, en un granero. Billy solo deja de acosar a los chicos cuando parece interesarse por Sam, quien se enamora de Billy. Gary se rompe el brazo mientras graba una escena de lucha libre para la película. Debido a que Gary resulta herido bajo su cuidado, los padres adinerados de los hermanos castigan a Sam antes de dejar a los hermanos solos en casa para hacer un viaje. Gary agrava la frustración de Sam al criticar a su hermana por renunciar a su papel en la película para comenzar a adoptar una personalidad más adulta que pueda impresionar a Billy.
Billy vuelve a acosar a los tres amigos cuando viene a ver a Sam. Billy la corteja en secreto para poder usar la casa para su fiesta y finge apreciar los intereses de Sam en las figuras de acción y la lucha libre. Sam y Billy comienzan a besarse en su cama, pero son interrumpidos por los chicos cuando irrumpen para acosar a Billy. Luego, los chicos son interrumpidos por un fuerte ruido y luces afuera, lo que Sam descarta como otra de las bromas de Gary. Sam llama perdedor a su hermano y le dice que "crezca". Billy convence a Sam para organizar una fiesta de Halloween mientras sus padres están fuera, alegando que quiere mostrarla como su nueva novia. Mientras Gary, Jack y Miles espían en secreto las festividades usando una cámara de drone, Billy y sus amigos destrozan la casa intencionalmente. Sam intenta echar a los irrespetuosos asistentes a la fiesta, lo que hace que Billy se vuelva físicamente amenazante con ella.
Gary, Jack y Miles interrumpen la fiesta secuestrando la televisión para transmitir un mensaje que critica a Sam por cambiar su personalidad para agradar a Billy. Gary también muestra imágenes de Billy burlándose de Sam frente a Trish antes de orinar en el dormitorio de Sam, lo que hace que Sam llore. Billy agarra a los chicos desde su escondite y los saca para golpearlos frente a todos. Criaturas alienígenas vistas anteriormente atacando a tres pescadores a bordo de un barco irrumpen repentinamente en la casa. Los asistentes a la fiesta huyen mientras que Gary, Jack, Miles, Billy, Dallas y Trish son capturados. Sam evita ser capturada barricándose en su dormitorio.
Una vez que el camino está despejado, Sam se pone un traje de buceo que usa para nadar bajo el agua hasta la nave espacial alienígena sumergida en el lago detrás de su casa. Después de colarse en la nave, Sam es testigo de cómo los extraterrestres usan una fosa de lodo para derretir a Trish, lo que Gary teoriza más tarde que es cómo los alienígenas crean combustible para su nave. Otro tipo de lodo muta a Dallas en una criatura con garras afiladas. Armada con una espada inusual que encontró, Sam mata a varios extraterrestres para rescatar a su hermano antes de que sea convertido en lodo. Con Dallas persiguiéndolo, Billy roba el traje de buceo para salvarse y regresar a la superficie. Sam aún logra escapar con los tres chicos haciéndolos a todos contener la respiración antes de volver a la superficie.
Sam, Gary, Jack y Miles regresan a la casa y descubren que Billy se ha encerrado a salvo en su interior. Dallas aún logra romper una ventana para seguir persiguiendo a Billy mientras Sam y los chicos escapan en sus bicicletas. Entre más encuentros con los extraterrestres, Gary y Sam se reconcilian. Sam, Gary, Jack y Miles buscan refugio en el granero donde habían estado filmando su película. Billy, que también fue al granero para esconderse, toma repentinamente a Sam como rehén con su espada. Los tres chicos atacan a Billy para que Sam pueda liberarse, pero Billy hiere gravemente a Jack al atravesarle la espada por el estómago. Mientras Miles atiende a Jack, la llegada repentina de Dallas dispersa a Billy, Sam y Gary. Finalmente, Dallas mata a Billy antes de que los hermanos derroten a Dallas.
Un rayo tractor de la nave alienígena comienza a llevarse a Gary hacia el cielo. Siguiendo una sugerencia de Jack, Miles enciende un juego de fuegos artificiales que los amigos habían construido para el gran final de su película. El juego también es succionado hacia el cielo y su posterior explosión destruye la nave, salvando a Gary. Con Jack apenas aferrándose a la vida, Sam, Gary y Miles comienzan a llevarlo a un lugar seguro hasta que más extraterrestres los rodean. Soldados armados de una organización desconocida matan repentinamente a todas las criaturas con armas automáticas. Inesperadamente, los soldados recuperan la espada, toman a los niños prisioneros y los transportan a un lugar secreto donde los ponen en estasis, hasta que otra nave espacial llega.
En una escena después de los créditos, otro alienígena entra en la casa de Sam y Gary, que está destruida, hasta que llegan sus padres, sin conocimiento de lo que realmente sucedió. El alienígena se acerca por detrás de la madre de Sam y la ataca utilizando la misma sustancia viscosa que mutó a Dallas.

## Reparto
- Dominic Mariche como Gary
- Phoebe Rex como Samantha
- Calem MacDonald como Billy
- Asher Grayson como Jack
- Ben Tector como Miles
- Emma Vickers como Trish
- Isaiah Fortune como Dallas
- Jonathan Torrens como Papá
- Jessica Marie Brown como Mamá

## Producción
En diciembre de 2021, Bloody Disgusting anunció Kids vs. Aliens con la dirección de Jason Esener y el guion escrito por John Davies y Eisener. También se informó que Dominic Mariche, Calem MacDonald, Phoebe Rex, Asher Grayson, Ben Tector, Emma Vickers e Isaiah Fortune protagonizarían la película.

### Rodaje
La filmación principal de la película comenzó en diciembre de 2021 en Nueva Escocia.

## Lanzamiento
Kids vs. Aliens se estrenó en el Fantastic Fest el 23 de septiembre de 2022 y fue lanzada por RLJE Films y Shudder el 20 de enero de 2023.

## Recepción
En el sitio web Rotten Tomatoes, el 58% de las opiniones de 40 críticos son positivas, con un promedio de calificación de 5.4/10. El consenso del sitio web dice: "Kids vs. Aliens ocasionalmente se acerca a ofrecer la diversión tonta prometida por el título, aunque el resultado final es en última instancia bastante olvidable". Metacritic, que utiliza un promedio ponderado, asignó a la película una puntuación de 51 sobre 100, basada en ocho críticos, lo que indica "opiniones mixtas o promedio".

## Futuro
En septiembre de 2022, Eisener expresó interés en desarrollar películas adicionales de Kids vs. Aliens, confirmando que su realización dependía de la recepción de la primera película.